# Вольтеринг, Клара
Клара Вольтеринг (нем. Clara Woltering; род. 3 февраля 1983, Мюнстер) — немецкая гандболистка, вратарь команды «Боруссия» (Дортмунд) и сборной Германии. Трижды признавалась лучшей гандболисткой Германии (2009, 2010 и 2017).

## Карьера

### Клубная
Большую часть карьеры провела в леверкузенском «Байере», с которым выигрывала серебряные медали чемпионата Германии 4 раза и Кубок Германии 2 раза. С 2011 года защищала цвета черногорского клуба «Будучност» из Подгорицы, с ним выиграла Лигу чемпионов в 2012 и 2015 годах. С лета 2015 года выступает за дортмундскую «Боруссию».

### В сборной
Дебютировала 22 ноября 2003 в Нагольде против сборной Белоруссии. Участвовала в чемпионатах мира 2005, 2007 и 2009 годов (бронзовый призёр в 2007 году). Провела 182 матча за сборную.